# Belmonte (Kasztília-La Mancha)
Belmonte egy község Spanyolországban, Cuenca tartományban. Belmonte Monreal del Llano, Osa de la Vega, Tresjuncos, Fuentelespino de Haro, Villaescusa de Haro, Rada de Haro, Las Pedroñeras és El Pedernoso községekkel határos. Lakosainak száma 1769 fő (2024).

## Népesség
A település lakosságának változását az alábbi diagram mutatja:
| Lakosok száma | 2402 | 2352 | 2254 | 2251 | 2215 | 2033 | 2009 | 1903 | 1810 | 1769 |
|               | 2001 | 2004 | 2006 | 2009 | 2011 | 2014 | 2016 | 2019 | 2021 | 2024 |